# Bruno Nicolini (presbitero)
Don Bruno Nicolini (Bolzano, 13 gennaio 1927 – Roma, 17 agosto 2012) è stato un presbitero italiano, fondatore dell'Opera Nomadi e del Centro Studi Zingari.

## Biografia
Viene ordinato sacerdote il 29 giugno 1950, nell'anno santo, a Trento.
Incaricato degli zingari dall'Arcidiocesi di Trento nel 1959 e poi in Curia nella Diocesi di Bolzano-Bressanone, nel 1963 fonda a Bolzano l'Opera Nomadi.
Nel 1964 introduce la pastorale gitana all'interno dei lavori del Concilio Vaticano II. È chiamato a Roma dal papa Paolo VI e partecipa al Primo Convegno Internazionale per la pastorale degli zingari promosso dall'allora Sacra Congregazione Concistoriale e presieduto dal Cardinal Carlo Confalonieri, diretto dal vescovo di Digne Bernardin Collin.
Partecipa e collabora al pellegrinaggio degli zingari che si conclude con lo storico incontro degli zingari europei con il papa Paolo VI il 26 settembre 1965 a Pomezia.
Nel 1978 costituisce con Mirella Karpati il Centro Studi Zingari a Roma.
Inaugura la Chiesa a cielo aperto dedicata al Beato Zefirino Agostini e al ricordo del Porrajmos al Santuario del Divino Amore di Roma, nel settembre 2004.
Partecipa all'incontro di Benedetto XVI con gli zingari l'8 giugno 2011.
Ha trascorso gli ultimi anni della sua vita accolto dalla Comunità di Sant'Egidio a Roma, dove è morto il 17 agosto 2012 all'età di 85 anni